# Governo Nitti II
Il governo Nitti II è stato il cinquantaquattresimo esecutivo del Regno d'Italia, il secondo guidato da Francesco Saverio Nitti.  
Esso, nato in seguito alle dimissioni del governo precedente, è stato in carica dal 22 maggio al 15 giugno 1920 (sebbene già dimissionario dal precedente 9 giugno), per un totale di soli 18 giorni.
Durante questo governo fu istituito, con R.D. del 3 giugno 1920, n. 800, il “Ministero del lavoro e della previdenza sociale”, trasferendo contestualmente ad esso alcune competenze gestite precedentemente dal Ministero dell’Industria, del Commercio e del Lavoro (divenuto per l’occasione Ministero dell’Industria e del Commercio).

## Compagine di governo

### Affiliazione politica
| Partito | Partito                          | Presidente | Ministri | Sottosegretari | Totale |
| ------- | -------------------------------- | ---------- | -------- | -------------- | ------ |
|         | Partito Radicale Italiano        | 1          | 5        | 4              | 10     |
|         | Unione Liberale (Italia)         | -          | 7        | 5              | 12     |
|         | Indipendente (politica)          | -          | 1        | 5              | 6      |
|         | Partito Popolare Italiano (1919) | -          | 2        | 4              | 6      |

Con l’appoggio esterno di Liste concordate di liberali, democratici e radicali/Partito Liberale Democratico Italiano, Partito Democratico Costituzionale-Partito Democratico, Partito Economico e Partito Socialista Riformista Italiano-Unione Socialista.

### Situazione parlamentare
NOTA: Nonostante questo governo non si sottopose mai ad alcun tipo di votazione, dimettendosi proprio alla prima occasione per via della forte influenza delle dinamiche parlamentari sulla fiducia (che venivano spesso attuate indirettamente e tramite vari ordini del giorno) e che avevano ormai portato ad una prassi di forte rilevanza stratificata e abbastanza consolidata dell’organo legislativo e della Monarchia parlamentare, con un’evidente evoluzione in senso democratico della responsabilità politica, l’atto fu essenzialmente solo formale, poiché la fiducia stessa era effettivamente solo una convenzione costituzionale. Ufficialmente infatti, ai tempi del Regno d'Italia, poiché secondo lo Statuto Albertino il governo rispondeva concretamente al solo Re (il quale, dando egli stesso una prima fiducia al governo, aveva il potere di far resistere l’esecutivo ad un voto della Camera dei deputati, come alcune volte fece), il rapporto con il Parlamento in senso moderno non era pienamente obbligatorio, pur diventato oramai fondamentale. Per questo motivo, il grafico sottostante espone, secondo ricostruzioni e dichiarazioni, nonché secondo la composizione del governo ed anche secondo il voto effettivamente subìto, il supporto che questo avrebbe ottenuto a fini puramente enciclopedici e storici, tenendo conto della facile mutevolezza delle forze politiche e del contesto storico-politico.
| Camera              | Collocazione     | Partiti                                                  | Seggi     |
| ------------------- | ---------------- | -------------------------------------------------------- | --------- |
| Camera dei deputati | Governo          | PPI (100), UL (41), PR/RAD-IND (12)                      | 153 / 508 |
| Camera dei deputati | Appoggio esterno | LDR/PLDI (96), PDC-PD (60), PE (7), PSRI/US (6)          | 169 / 508 |
| Camera dei deputati | Opposizione      | PSI (156), ANCR (17), RRSC (5), PRI (4), ANI (3), SI (1) | 186 / 508 |

## Composizione
| Carica                                  | Titolare                                             | Titolare                              | Titolare                                    | Sottosegretari |
| Presidenza del Consiglio dei ministri   | Presidenza del Consiglio dei ministri                | Presidenza del Consiglio dei ministri | Presidenza del Consiglio dei ministri       | Sottosegretario di Stato alla Presidenza del Consiglio                                                                             |
| --------------------------------------- | ---------------------------------------------------- | ------------------------------------- | ------------------------------------------- | --- |
| Presidente del Consiglio dei ministri   |                                                      |                                       | Francesco Saverio Nitti (PR)                | Carica non assegnata |
| Ministero                               | Ministri                                             | Ministri                              | Ministri                                    | Sottosegretario |
| Affari Esteri                           |                                                      |                                       | Vittorio Scialoja (UL)                      | Carlo Sforza |
| Interno                                 |                                                      |                                       | Francesco Saverio Nitti (PRI)               | Giovanni Porzio |
| Agricoltura                             |                                                      |                                       | Giuseppe Micheli (PPI)                      | Giovanni Pallastrelli di Celleri                                                                                                   |
| Industria e Commercio                   |                                                      |                                       | Mario Abbiate (PRI) (fino al 3 giugno 1920) | - Vincenzo Giuffrida - Marcello Soleri - Giovanni Maria Longinotti (fino al 3 giugno 1920) - Agostino Lo Piano (dal 3 giugno 1920) |
| Industria e Commercio                   | Giuseppe de Nava (UL) Ad interim (dal 3 giugno 1920) |                                       |                                             | - Vincenzo Giuffrida - Marcello Soleri - Giovanni Maria Longinotti (fino al 3 giugno 1920) - Agostino Lo Piano (dal 3 giugno 1920) |
| Lavoro e Previdenza Sociale (istituito) |                                                      |                                       | Mario Abbiate (PR) (dal 3 giugno 1920)      | Giovanni Maria Longinotti (dal 3 giugno 1920)                                                                                      |
| Colonie                                 |                                                      |                                       | Meuccio Ruini (PR)                          | Antonino Pecoraro Lombardo |
| Finanze                                 |                                                      |                                       | Giuseppe de Nava (UL)                       | Giovanni Amendola |
| Tesoro                                  |                                                      |                                       | Carlo Schanzer (UL)                         | Arnaldo Agnelli |
| Giustizia e Affari di Culto             |                                                      |                                       | Alfredo Falcioni (UL)                       | Arnaldo Dello Sbarba |
| Guerra                                  |                                                      |                                       | Giulio Rodinò (PPI)                         | Anselmo Ciappi |
| Lavori Pubblici                         |                                                      |                                       | Camillo Peano (UL)                          | Giovanni Bertini |
| Marina                                  |                                                      |                                       | Giovanni Sechi (Indipendente)               | Guido Celli |
| Poste e Telegrafi                       |                                                      |                                       | Giuseppe Paratore (UL)                      | Giovanni Amici |
| Pubblica Istruzione                     |                                                      |                                       | Andrea Torre (UL)                           | - Giovanni Rosadi - Raffaele Caporali                                                                                              |
| Terre liberate dal nemico               |                                                      |                                       | Alberto La Pegna (PR)                       | Giacomo Agnesi |

## Cronologia

### 1920
- 22 maggio - Il governo giura dinnanzi al Re. Poco dopo, il Presidente del Consiglio Nitti promulga un regio decreto sull’aumento del prezzo politico del pane senza consultare il Parlamento.
- 9 giugno - Divenuta la situazione presto insostenibile e fuori controllo, il governo ritira il regio decreto ma, constatato ancora che non vi sarebbe comunque stato supporto parlamentare per l’esecutivo, esso annuncia le proprie dimissioni dinnanzi al Re[9], il quale, accettatele, conferisce l’incarico a Giovanni Giolitti.[2][10]
- 15 giugno - Con il giuramento del nuovo esecutivo termina ufficialmente l’esperienza di governo.[11]